# Färöische Fußballmeisterschaft der Frauen 2009
Die Färöische Fußballmeisterschaft der Frauen 2009 wurde in der 1. Deild genannten ersten färöischen Liga ausgetragen und war insgesamt die 25. Saison. Sie startete am 1. April 2009 und endete am 3. Oktober 2009.
Aufsteiger EB/Streymur kehrte nach einem Jahr in die höchste Spielklasse zurück, die Spielgemeinschaft B68 Toftir/NSÍ Runavík war der 26. Teilnehmer dieser.  Meister wurde Titelverteidiger KÍ Klaksvík, die den Titel somit zum zehnten Mal in Folge und zum elften Mal insgesamt erringen konnten. Absteigen musste hingegen B68 Toftir/NSÍ Runavík nach einem Jahr Erstklassigkeit.
Im Vergleich zur Vorsaison verschlechterte sich die Torquote auf 4,16 pro Spiel. Den höchsten Sieg erzielte KÍ Klaksvík durch ein 13:1 im Heimspiel gegen Skála ÍF am fünften Spieltag, was zugleich das torreichste Spiel darstellte.

## Modus
In der 1. Deild spielte jede Mannschaft an 20 Spieltagen jeweils vier Mal gegen jede andere. Die punktbeste Mannschaft zu Saisonende stand als Meister dieser Liga fest, die letzte Mannschaft stieg in die 2. Deild ab.

## Saisonverlauf

### Meisterschaftsentscheidung
AB Argir konnte die ersten sieben Saisonspiele gewinnen, so auch das Auswärtsspiel gegen KÍ Klaksvík am zweiten Spieltag mit 1:0. Im Rückspiel in Argir trenntens ich beide Mannschaften 1:1. Nach dem 0:0 von AB im Auswärtsspiel gegen Víkingur Gøta am darauffolgenden Spieltag rückte KÍ bis auf einen Punkt heran und übernahm die Tabellenführung schließlich am zwölften Spieltag im direkten Duell durch einen 1:0-Heimsieg. Bis zum Saisonende gab KÍ keinen weiteren Punkt und somit auch den ersten Platz nicht mehr ab. Die Meisterschaft wurde schließlich am vorletzten Spieltag beim 4:0-Auswärtssieg gegen AB Argir gesichert.

### Abstiegskampf
In den ersten sieben Spielen blieb EB/Streymur ohne Punkt, erst beim 1:1 im Auswärtsspiel gegen B68 Toftir/NSÍ Runavík am achten Spieltag konnte dies bewerkstelligt werden, das Hinspiel am zweiten Spieltag ging noch mit 0:1 verloren. Der erste Sieg gelang EB/Streymur am Spieltag darauf beim 1:0-Auswärtssieg gegen Skála ÍF, so dass die Mannschaft nun mit B68/NSÍ punktgleich war. Im direkten Duell am zwölften Spieltag war EB/Streymur zu Hause mit 2:1 siegreich und konnte sich somit etwas absetzen. Die nächsten sechs Spiele wurden von beiden Teams jedoch allesamt verloren, am vorletzten Spieltag trafen sie dann erneut aufeinander und trennten sich 1:1. Der letzte Spieltag brachte somit die Entscheidung. EB/Streymur verlor vor heimischer Kulisse mit 1:9 gegen Víkingur Gøta, was B68 Toftir/NSÍ Runavík jedoch nicht ausnutzen konnte, da sie ebenfalls mit 0:8 im Auswärtsspiel gegen AB Argir verloren.

## Abschlusstabelle
| Pl. | Verein                     | Sp. | S  | U | N  | Tore    | Diff. | Punkte |
| --- | -------------------------- | --- | -- | - | -- | ------- | ----- | ------ |
| 1.  | KÍ Klaksvík (M, P)         | 20  | 17 | 2 | 1  | 094:700 | +87   | 53     |
| 2.  | AB Argir                   | 20  | 15 | 3 | 2  | 058:110 | +47   | 48     |
| 3.  | Víkingur Gøta              | 20  | 11 | 4 | 5  | 047:240 | +23   | 37     |
| 4.  | Skála ÍF                   | 20  | 7  | 1 | 12 | 024:460 | −22   | 22     |
| 5.  | EB/Streymur (N)            | 20  | 2  | 2 | 16 | 010:760 | −66   | 08     |
| 6.  | B68 Toftir/NSÍ Runavík (N) | 20  | 1  | 2 | 17 | 008:770 | −69   | 05     |

| (N) | Aufsteiger       |
| (M) | Meister 2008     |
| (P) | Pokalsieger 2008 |

## Spiele und Ergebnisse
|                        | AB  | AB  | B68/NSÍ | B68/NSÍ | EB/Str | EB/Str | KÍ  | KÍ  | Skála | Skála  | Vík | Vík |
| ---------------------- | --- | --- | ------- | ------- | ------ | ------ | --- | --- | ----- | ------ | --- | --- |
| AB Argir               |     |     | 6:0     | 8:0     | 6:0    | 2:1    | 1:1 | 0:4 | 2:1   | 2:0    | 6:1 | 3:0 |
| B68 Toftir/NSÍ Runavík | 0:1 | 0:5 |         |         | 1:1    | 1:1    | 1:5 | 1:9 | 1:3   | 0:1    | 0:4 | 0:4 |
| EB/Streymur            | 1:2 | 0:8 | 0:1     | 2:1     |        |        | 0:8 | 0:5 | 2:4   | 0:3    | 0:3 | 1:9 |
| KÍ Klaksvík            | 0:1 | 1:0 | 6:0     | 10:00   | 5:0    | 7:0    |     |     | 13:10 | 0-:- 1 | 5:0 | 3:0 |
| Skála ÍF               | 0:2 | 0:2 | 4:0     | 3:1     | 0:1    | 2:0    | 0:3 | 0:6 |       |        | 0:0 | 1:7 |
| Víkingur Gøta          | 0:0 | 1:1 | 4:0     | 0-:- 2  | 4:0    | 4:0    | 1:2 | 1:1 | 2:1   | 2:0    |     |     |

## Torschützenliste
Bei gleicher Anzahl von Treffern sind die Spielerinnen nach dem Nachnamen alphabetisch geordnet.
| Platz | Spieler                    | Mannschaft    | Tore |
| ----- | -------------------------- | ------------- | ---- |
| 1     | Rannvá Andreasen           | KÍ Klaksvík   | 28   |
| 2     | Sofía Purkhús              | KÍ Klaksvík   | 21   |
| 3     | Heidi Sevdal               | Víkingur Gøta | 18   |
| 4     | Mona Breckman              | AB Argir      | 12   |
| 4     | Ása Thomsen                | KÍ Klaksvík   | 12   |
| 6     | Malena Josephsen           | KÍ Klaksvík   | 08   |
| 7     | Kirstinbjørg Frederiksberg | Skála ÍF      | 07   |
| 7     | Olga Kristina Hansen       | AB Argir      | 07   |
| 7     | Sigrid Jacobsen            | KÍ Klaksvík   | 07   |
| 7     | Lisa í Liða                | AB Argir      | 07   |

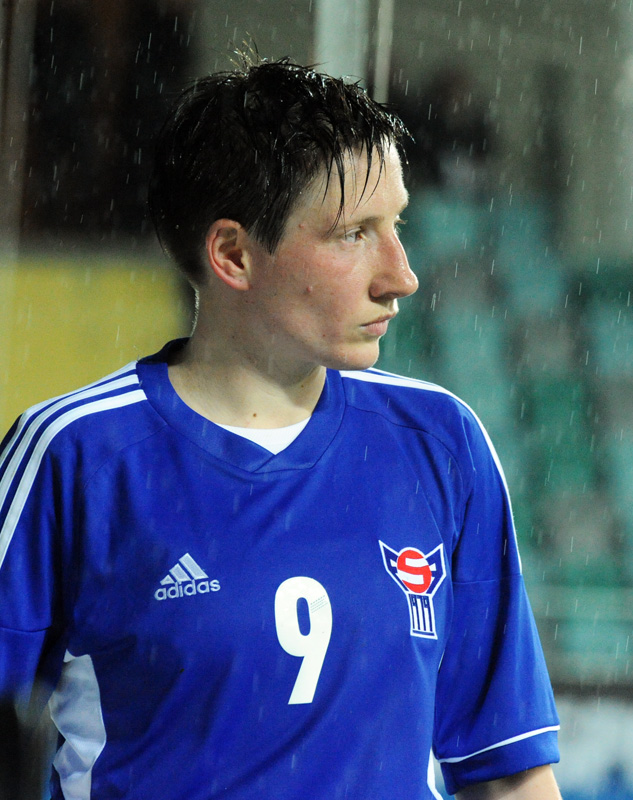
Torschützenkönigin Rannvá Andreasen

Dies war nach 1997, 1998, 2002, 2003, 2004, 2006 und 2008 der achte Titel für Rannvá B. Andreasen.

## Trainer
| Mannschaft             | Trainer              | Spieltage |
| ---------------------- | -------------------- | --------- |
| AB Argir               | Lennard Petersen     | 1–20      |
| B68 Toftir/NSÍ Runavík | Jóhan Dávur Højgaard | 1–20      |
| B68 Toftir/NSÍ Runavík | Aksel Højgaard       | 1–20      |
| EB/Streymur            | Bjarni Mohr Arnason  | 1–20      |
| KÍ Klaksvík            | Aleksandar Đorđević  | 1–20      |
| Skála ÍF               | Ingun Hansen         | 1–20      |
| Víkingur Gøta          | Magni Jarnskor       | 1–20      |

Während der Saison gab es keine Trainerwechsel.

## Spielstätten
In Klammern sind bei mehreren aufgeführten Stadien die Anzahl der dort ausgetragenen Spiele angegeben.
| Mannschaft             | Stadion          | Spielort   |
| ---------------------- | ---------------- | ---------- |
| AB Argir               | Inni í Vika      | Argir      |
| B68 Toftir/NSÍ Runavík | Svangaskarð (9)  | Toftir     |
| B68 Toftir/NSÍ Runavík | Sarpugerði (1)   | Norðragøta |
| EB/Streymur            | Við Margáir      | Streymnes  |
| KÍ Klaksvík            | Við Djúpumýrar   | Klaksvík   |
| Skála ÍF               | Undir Mýruhjalla | Skáli      |
| Víkingur Gøta          | Sarpugerði       | Norðragøta |

## Schiedsrichter
Folgende Schiedsrichter, darunter auch einer aus Brasilien, leiteten die 58 ausgetragenen Erstligaspiele:
| Name                    | Stammverein     | Spiele |
| ----------------------- | --------------- | ------ |
| Elsa Andreasen          | EB/Streymur     | 13     |
| Búi Falkvard Clementsen | B71 Sandur      | 06     |
| Kári á Høvdanum         | Víkingur Gøta   | 04     |
| Henry Heinesen          | KÍ Klaksvík     | 03     |
| Werner Hentze           | B68 Toftir      | 03     |
| Allan Manai             | B36 Tórshavn    | 03     |
| Janus Petersen          | ÍF Fuglafjørður | 03     |
| Jákup Louis Stenberg    | AB Argir        | 03     |
| Alex Troleis            | B68 Toftir      | 03     |
| Sandy í Lambanum        | ÍF Fuglafjørður | 02     |
| Johan Petur Michelsen   | HB Tórshavn     | 02     |
| Jógvan Ósá Sivertsen    | KÍ Klaksvík     | 02     |
| Jóhan Marni Stenberg    | AB Argir        | 02     |

Weitere neun Schiedsrichter leiteten jeweils ein Spiel.

## Die Meistermannschaft
In Klammern sind die Anzahl der Einsätze sowie die dabei erzielten Tore genannt.
| 1. | KÍ Klaksvík |
|    | Rannvá Andreasen (19/28) \| Sølvá B. Andreasen (4/0) \| Vivian Bjartalíð (3/0) \| Sigrid Jacobsen (15/7) \| Una Joensen (6/0) \| Malena Josephsen (17/8) \| Eina Kalsø (13/2) \| Vár Jenny Lydersen (13/0) \| Mariann Maslyk (8/1) \| Paula Mikkelsen (18/1) \| Adelheid Olsen (6/0) \| Ragna Patawary (18/4) \| Sofía Purkhús (19/21) \| Elsa Maria Simonsen (18/3) \| Paula Sjóstein (6/0) \| Petra Sjóstein (6/0) \| Tove Sólheyg (15/5) \| Ann Stauss (14/1) \| Ása Thomsen (18/12) \| Randi Wardum (19/1) ohne Einsatz: Doris í Garði Joensen - Trainer: Aleksandar Đorđević |

## Nationaler Pokal
Im Landespokal gewann AB Argir mit 2:1 gegen Meister KÍ Klaksvík.

## Europapokal
2009/10 spielte KÍ Klaksvík als Meister des Vorjahres in der Qualifikationsrunde der UEFA Women’s Champions League. Die ersten beiden Begegnungen gingen mit 0:2 gegen HSC Montpellier (Frankreich) sowie mit 1:2 gegen FC NSA Sofia (Bulgarien) verloren, im letzten Spiel gelang ein 4:2-Sieg gegen ZFK Tikvesanka (Mazedonien). Die Gruppe wurde somit auf dem dritten Platz beendet.